# Olivia Saragosa
Olivia Saragosa (* vor 1994 in Toronto, Kanada) ist eine kanadische Opern- und Konzertsängerin (Mezzosopran).

## Leben

### Ausbildung
Nach dem Gesangsstudium an der McGill University in Montreal (Kanada), bei dem Olivia Saragosa in den Jahren 1994 bis 2000 die akademischen Grade „Bachelor of Music“ und „Master of Music“ erwarb, absolvierte sie von 2001 bis 2002 ein künstlerisch-weiterbildendes Studium an der Hochschule für Musik „Hanns Eisler“ Berlin.
Außerdem nahm sie in den Jahren 1998 bis 2000 an Meisterkursen bei Russell Braun, Marjana Lipovšek und Brigitte Fassbaender teil.
Darüber hinaus absolvierte sie eine Tanz-Ausbildung an der National Ballet School of Canada, an der Sean Boutilier Academy und an der Toronto Randolph School.

### Wirken als Opernsängerin
Von 2004 bis 2007 hatte Saragosa ein Fest-Engagement als Lyrischer Mezzosopran am Stadttheater Bremerhaven. Gast-Engagements führten sie außerdem auf die Opernbühnen folgender Theater: Theater Bremen, Staatstheater Oldenburg, Theater Lübeck, Konzerthaus Berlin, Schleswig-Holsteinisches Landestheater und Sinfonieorchester (Flensburg), Hebbel-Theater (Berlin), Theater Hagen, Landestheater Coburg, Theater Görlitz, Theater Lüneburg, Brandenburger Theater, Hans Otto Theater (Potsdam), Loreley Festspiele, Opera Studio Meran (Italien), Theater Wittenberg-Mitteldeutsche Kammeroper, Hamburger Kammeroper, Komische Kammeroper München, Volks- und Komödientheater Geisler, Lübecker Sommeroperette, Opera in Concert (Toronto) u. a.

### Wirken als Konzertsängerin
Neben ihrer Bühnentätigkeit trat Saragosa auch als Konzertsängerin auf. So sang sie Solopartien u. a. von Johann Sebastian Bach (Weihnachtsoratorium; Kantaten BWV 2, 45  und 93), Ludwig van Beethoven (9. Symphonie), Georg Friedrich Händel (Messias), Wolfgang Amadeus Mozart (Requiem), Verdi (Requiem) und Dvořák (Stabat Mater). Darüber hinaus gestaltete sie Liederabende und Gala-Konzerte.

## Wettbewerbe und Auszeichnungen
Saragosa erhielt zahlreiche Auszeichnungen und Preise, u. a.:
- 1999: 1. Preis Canadian Music Competition, Edmonton, Alberta, Quebec
- 1999: 1. Preis N. A. T. S. Competition (Eastern Region Kanada/USA)
- 2000: „Prix Martinu“, Concours d’Interpretation de la musique tchèque et slovaques
- 2000: „Prix SOCAN“, Orchestre symphonique du nouveau monde á Montréal
- 2000: Förderstipendium der Austrian Society of Montreal.
- 2007: Wagner-Stipendium (Richard-Wagner-Verband Bremen)